# Birgter Berg
Der Birgter Berg liegt östlich von Riesenbeck zwischen Rheine und Osnabrück im Osningsandsteinzug, nahe der Ortschaft Birgte. Er liegt am nordwestlichen Ende des Teutoburger Waldes und ist mit seiner Höhe von 131,8 m ü. NHN eine der ersten Barrieren für südwestlich und westlich ziehende Regenwolken, was das relativ feuchte Klima erklärt. Der Birgter Berg bildet zusammen mit dem Riesenbecker Berg, Lagerberg und dem Bergeshöveder Berg den Riesenbecker Osning. Diese Einteilung des Teutoburger Waldes wird im Westen durch die Gravenhorster Schlucht begrenzt. Im Osten durch einen Einschnitt am Dörenther Berg durch den die Bundesstraße 219 läuft.